# Capó (mecànica)

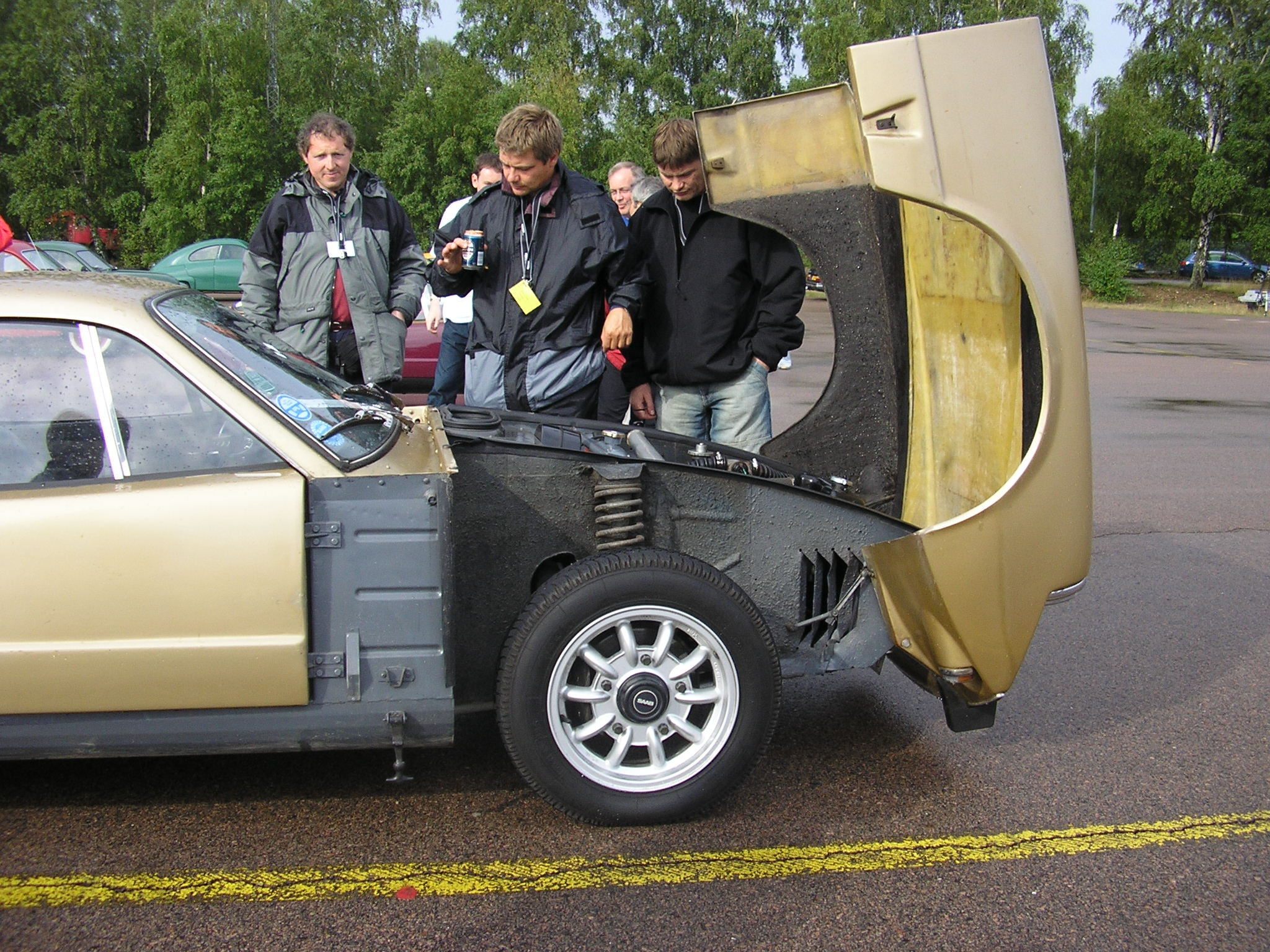
El front basculant permet un bon accés al compartiment del motor en un Saab Sonett II.

El capó la tapa amb frontissa que cobreix el motor d'un automòbil i permet l'accés per a fer-hi manteniment i reparacions. En vehicles de passatgers és comú que el capó es mantingui agafat amb una pestell amagat. En vehicles de cursa el capó es pot fixar amb cargols.

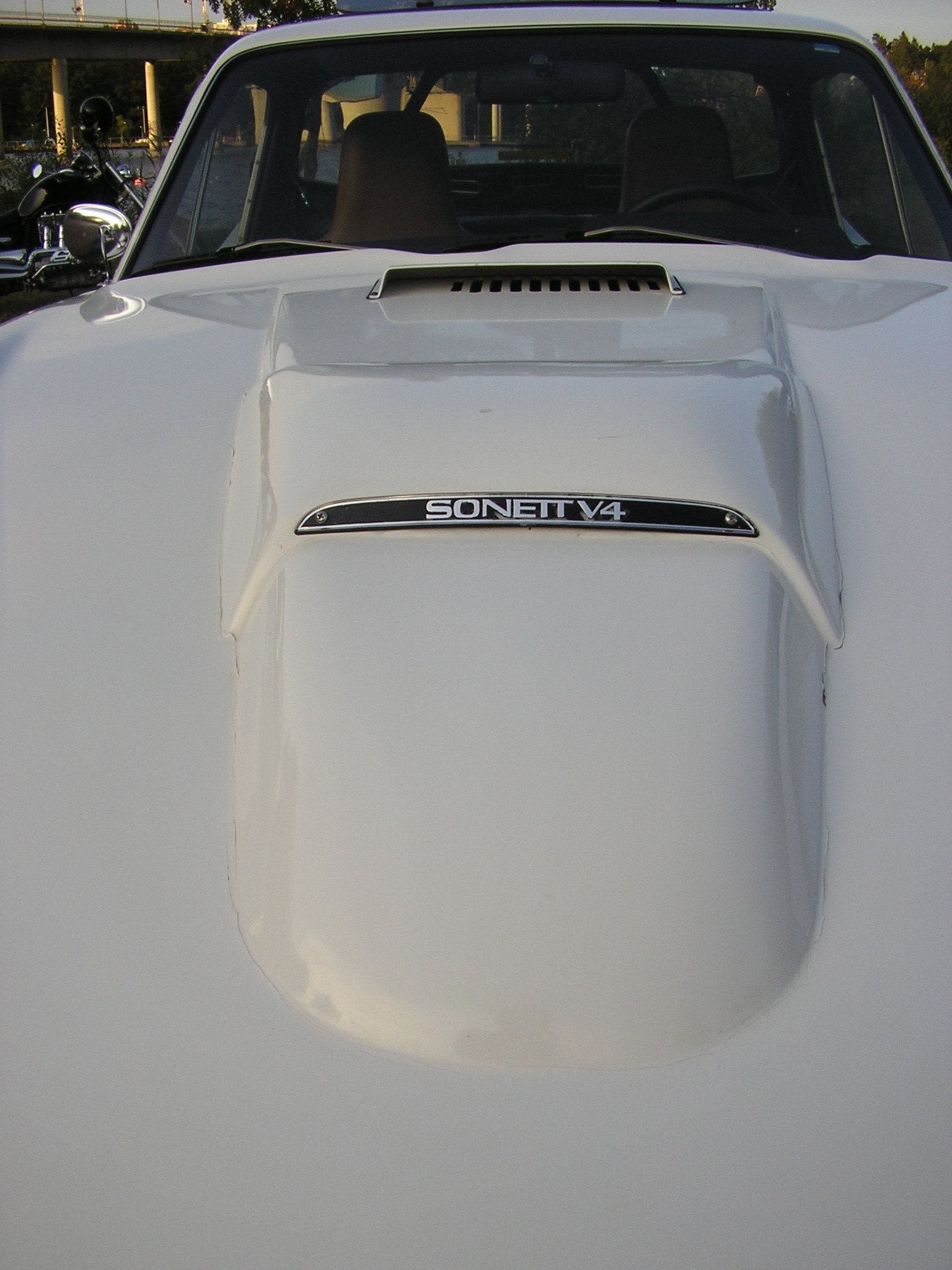
Alguns capós tenen una protuberància per a encabir filtres o permetre preses d'aire (Saab Sonett V4).

El capó tradicionalment era fet de xapa d'acer però per reduir el pes (i ergo el consum) se cerquen materials més lleugers, com ara l'alumini, la fibra de vidre o polímers reforçat amb fibra de carboni. Un capó amb fibra de carboni de desenvolupat per BMW el 2010 pesava només cinc quilos, menys d'un terç d'un capó tradicional de xapa d'acer que apropava els divuit quilos. A més, tals conceptes nous, que integren també una estructura feta de bresca de paper o aràmida redueixen la serietat de les ferides que pateix al cap un pedestre quan l'envesteix un cotxe.

## En automòbils esportius
Els automòbils amb motors potents poden requerir una entrada d'aire més gran que el que permet la graella davantera, de manera que en alguns models hi ha obertures en el capó. Si s'hi posa un motor més gros del que permet originalment el capó, és comú que aquest tingui protuberàncies, o que tingui una obertura i el motor sobresurti.
En l'àmbit de les curses de carrer, s'ha popularitzat el costum d'aixecar la part posterior del capó per a millorar el refredament del motor. En teoria, això té un efecte mínim, puix que l'àrea del capó directament davant del parabrisa és una zona de pressió positiva, l'aire fluint cap al compartiment del motor a partir de la part davantera del vehicle.